# Ibogain
Az ibogain  az Afrikában termő Tabernanthe iboga bokor gyökerében és kérgében megtalálható hallucinogén alkaloid. Vízben csaknem oldhatatlan, alkoholban, éterben, benzolban oldódik. Képlete: C20H26N2O. Élénkítőszer, hatására a fáradtságérzés csökken, ezért
egyes afrikai országokban (Gabon környékén) régóta fogyasztják az iboga növény gyökerét.
Ígéretesnek tűnik elvonókúrákon való alkalmazásra, mivel kísérletek során azt tapasztalták, hogy hatására az alanyok elhagyták káros szenvedélyüket (dohányzás, alkohol, sőt heroinfogyasztás is!)

## Külső hivatkozások
- https://web.archive.org/web/20070209114723/http://www.legalize.hu/nyomtathato.php?page=cikk%2Fibogain
- https://web.archive.org/web/20051027163715/http://www.mcd.hu/netdoki/betegsegek/szenvedely/cikkek/050121ind.htm
- Ibogain-al foglalkozó magyar weboldal Archiválva 2017. február 18-i dátummal a Wayback Machine-ben